# Mundubbera
Mundubbera – miasto w Australii, w stanie Queensland.